# Соколов, Александр Петрович (художник)
Алекса́ндр Петро́вич Соколо́в (29 октября [10 ноября] 1829, Санкт-Петербург — 19 ноября [2 декабря] 1913, Гатчина) — русский живописец-акварелист, портретист, представитель петербургского академизма пореформенной эпохи; младший сын акварелиста Петра Фёдоровича Соколова, брат живописцев Петра и Павла Петровичей Соколовых. Академик (с 1859), почётный вольный общник (с 1881) и действительный член (с 1896; по новому уставу) Императорской Академии художеств.

## Биография

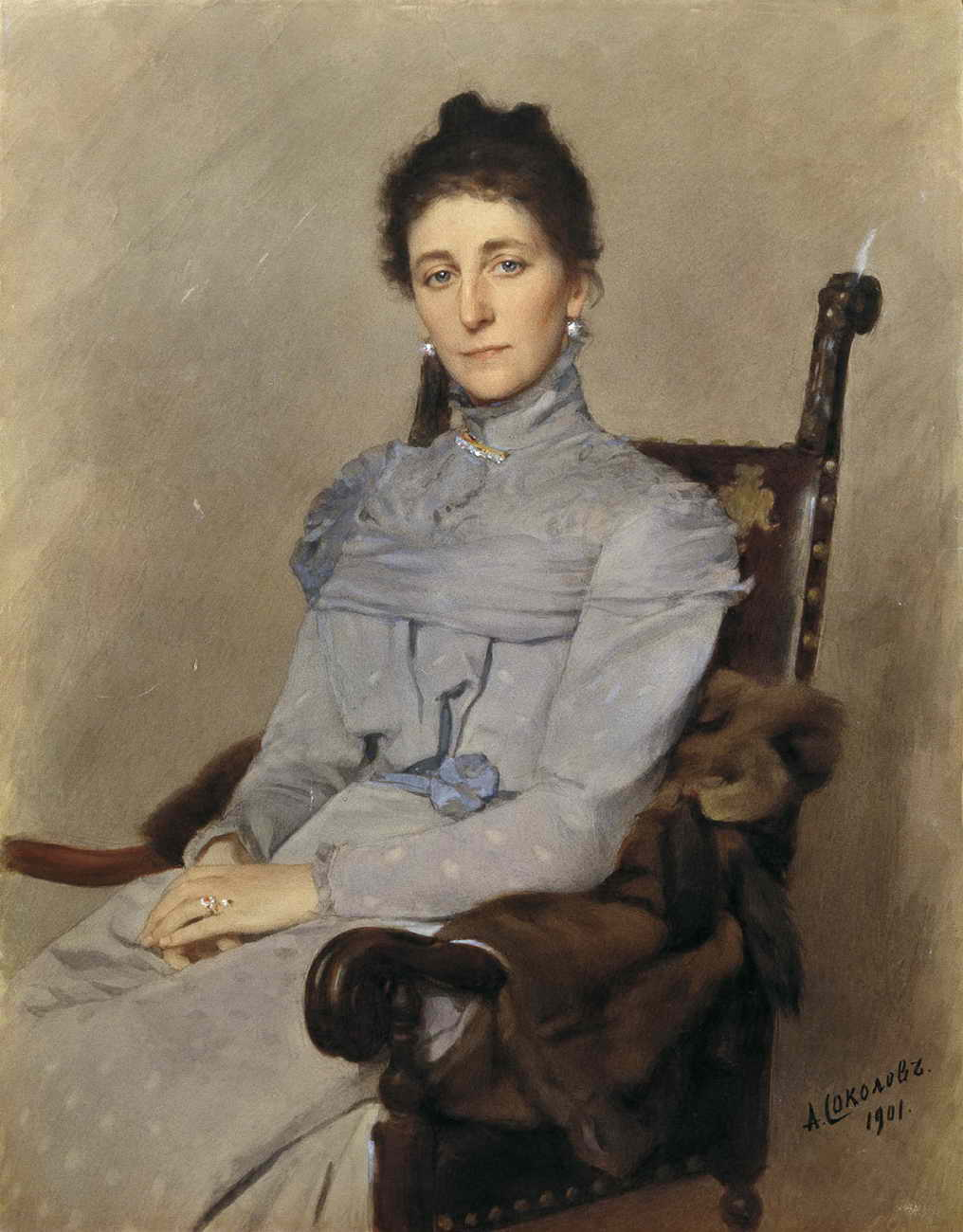
Женский портрет (1901)

Учился во Второй Санкт-Петербургской гимназии, но, не окончив в ней курса обучения, в 1847 году поступил в Московское училище живописи и ваяния, из которого через два года перешел в ученики Императорской Академии художеств. Окончив курс в Академии со званием свободного художника за «Портрет корнета Киреева» (1854), посвятил себя акварельной, преимущественно портретной, живописи и вскоре приобрёл в этой области заслуженную известность.
В 1859 году за портреты госпожи фон Крузе, её детей и своего брата Петра Петровича Соколова получил звание академика  акварельной живописи.
В 1862 году женился на Анастасии Михайловне Загряжской  и оставил живопись. До 1876 года служил помощником начальника железной дороги, управляющим имения А. В. Киреевой (о ней писал А. С. Пушкин), ретушёром в фотографическом ателье Робильяра, чиновником «Общества взаимного поземельного кредита».
Вернувшись из Орла в Санкт-Петербург, возобновил занятия живописью.
В 1881 году вошёл как экспонент в состав Товарищества передвижных художественных выставок и с того времени весьма часто выставлял на них свои новые  работы, которые можно видеть в Музее императора Александра III в  Санкт-Петербурге и Третьяковской галерее. Давал уроки акварельной живописи Софье Крамской (дочери художника И. Н. Крамского), ставшей впоследствии художницей.
Неоднократно писал портреты вдовствующей императрицы Марии Федоровны и других женских особ императорской фамилии. В 1882 году был приглашён к созданию «Коронационного альбома Александра III», для которого написал портреты Александра III и его супруги императрицы Марии Фёдоровны.
С 1889 по 1897 годы служил хранителем  Музея Императорской Академии художеств.
Действительный член Императорской Академии художеств (1896).

## Публикации
- Соколов А. П. Пётр Фёдорович Соколов, основатель портретной акварельной живописи в России. 1787–1848 // Русская старина : ежемесячное историческое издание. — СПб.: Тип. В. С. Балашева, 1882. — Т. 33, № 3. — С. 637—646.

## Галерея

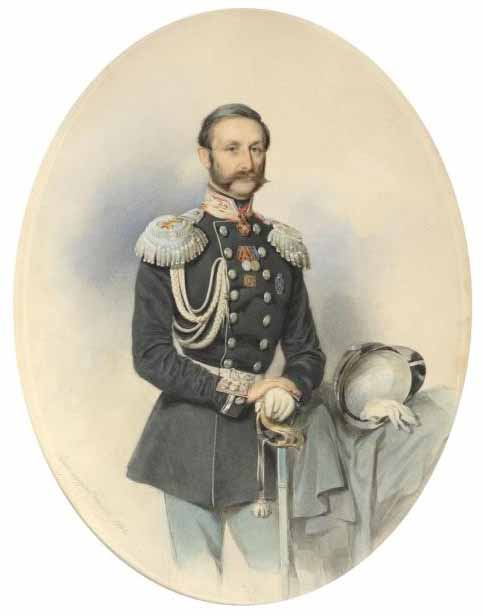
Портрет князя А. И. Кропоткина[10] (1860)
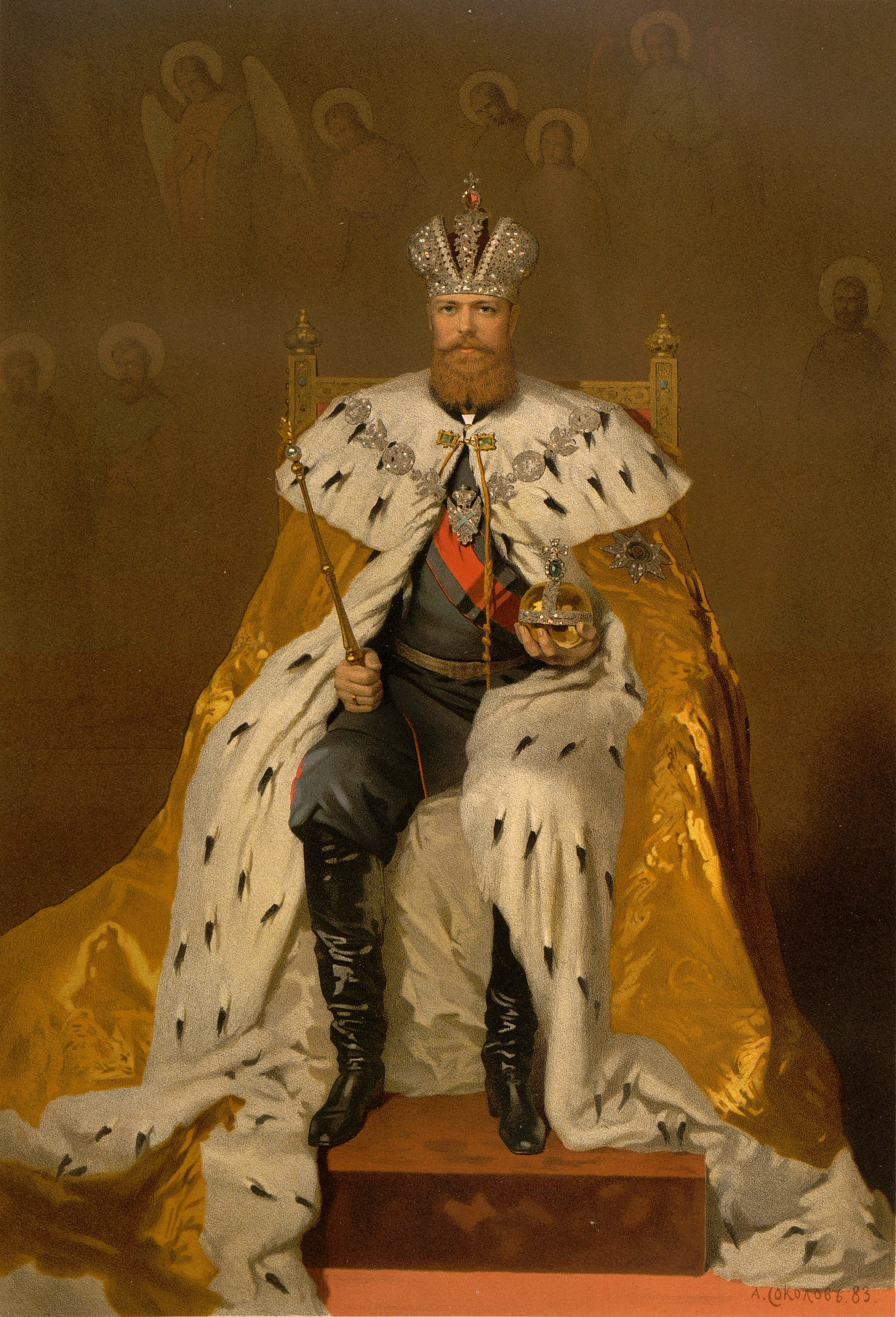
Государь император Александр III в коронационной одежде 15 мая 1883 года[11] (1883)
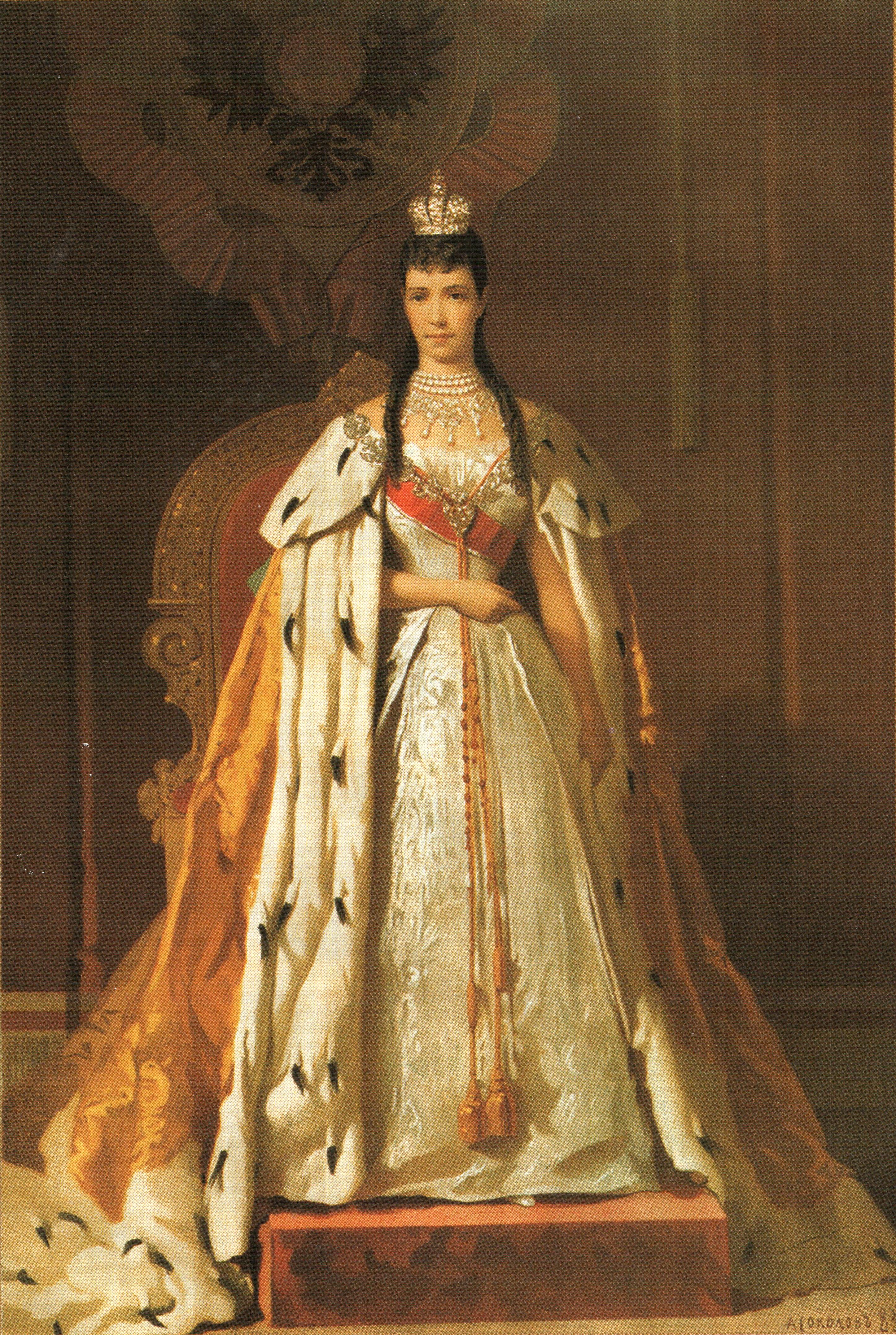
Государыня императрица Мария Фёдоровна в коронационной одежде 15 мая 1883 года[11] (1883)
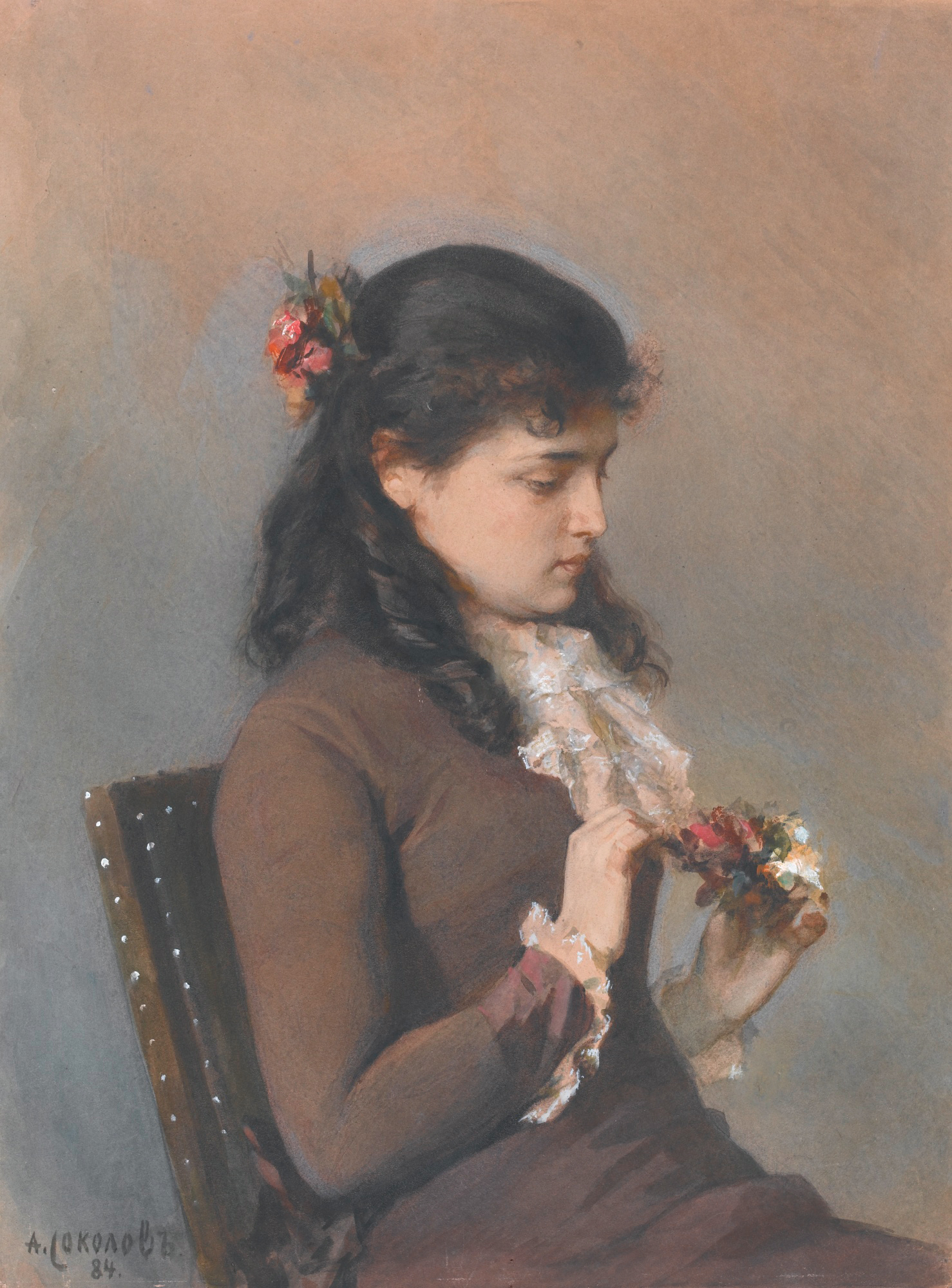
Портрет дочки художника с цветами[12] (1884)
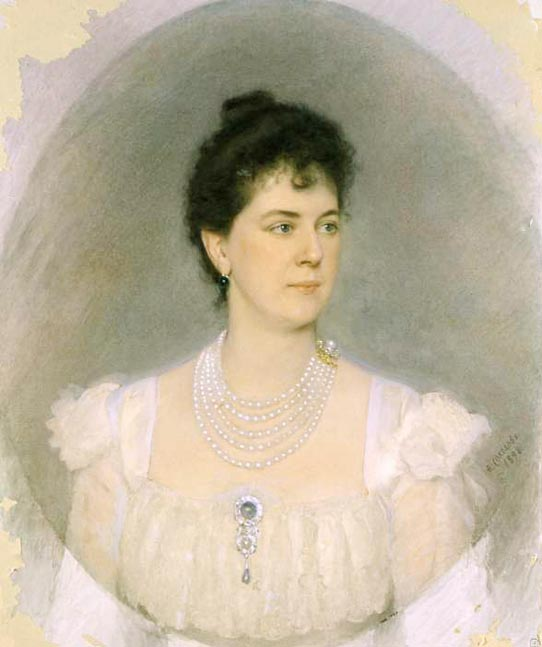
Портрет М. К. Тенишевой[13] (1898)